# Moritz Wilhelm von der Asseburg
Moritz Wilhelm von der Asseburg (* 8. August 1698 auf Schloss Ampfurth; † 11. April 1780 in Magdeburg) war ein preußischer Generalmajor und seit 1747 Ritter des Ordens Pour le Mérite.

## Leben

### Herkunft
Er war der Sohn von Friedrich Aswin von der Asseburg († 3. März 1720) und dessen Ehefrau Johanna Sidonie, geborene von Hagen genannt Geist (* 1663; † 14. April 1705).

### Militärkarriere
Ab 1715 diente er im Infanterieregiment „Alt-Anhalt“, wo er bis zum Kapitän befördert wurde. Ab dem 2. Juni 1729 diente er im Infanterieregiment „von Arnim“, indem er mit dem Kapitän von Schmiedeberg tauschte. Nach weiteren Beförderungen, u. a. am 24. Mai 1747 zum Oberst, kam Asseburg dann zum Regiment von Prinz Ferdinand. Am 20. Januar 1757 wurde er Chef des Regiments Kleist zu Fuß und Generalmajor. Im März 1759 erhielt er die Entlassung und ein Gnadengehalt von 1000 Talern.
Er nahm an allen Feldzügen zwischen 1740 und 1759 teil. Am 12. September 1745 überlebte er einen Kopfschuss durch einen österreichischen Ulanen bei einem Angriff auf die Preußen bei Lauban.
Nach dem Siebenjährigen Krieg wurde er Vizegouverneur von Magdeburg. Hier starb er 1780.

### Familie
Asseburg war seit 1767 mit Ehrentraut Dorothee Magdalene Junge (* 16. August 1722; † 21. Juli 1801) verheiratete. Das Paar hatte folgende Kinder:
- Moritz Wilhelm (1756–1811), preußischer Geheimer Kriegsrat, Bürgermeister[2] ⚭ Luise Henriette Sophie Hertel († 1844)
- Johanna Wilhelmine (* 28. Juli 1753; † 14. September 1832)
- Friedrich Wilhelm Ferdinand
- Amalie Friederike Eleonore
- Luise Ehrengard Karoline

Da die Kinder unehelich geboren wurden, konnten sie die Lehngüter nicht erben und wurde von ihren Neffen abgefunden.